# Precio de reserva
En microeconomía, el precio de reserva es el precio más alto que un comprador está dispuesto a pagar por bienes o servicios al vendedor, o, el precio mínimo al que el vendedor está dispuesto a vender un bien o servicio. Los precios de reserva se utilizan comúnmente en las subastas.
Los precios de reserva varían de acuerdo al comprador en función de su renta disponible, su deseo para el bien y su información acerca de productos sustitutos. La demanda de reserva es un nombre para los diferentes precios de reserva al que el vendedor estaría dispuesto a vender diferentes cantidades del bien en cuestión. El precio de reserva se utiliza para ayudar a calcular el excedente del consumidor o el excedente del productor con referencia al precio de equilibrio.

Gráfico que ilustra los excedentes del consumidor (rojo) y del productor (azul) en un gráfico de oferta y demanda

Al igual que un consumidor tiene un incentivo para buscar a un precio bajo en la compra de un bien, un trabajador tiene un incentivo para buscar un salario alto en la búsqueda de un empleo. El salario más bajo que el trabajador está dispuesto a aceptar es que los trabajadores de salario de reserva .
En la negociación, el precio de la reserva es el punto más allá del cual un negociador está dispuesto a alejarse de un acuerdo negociado. Tomando una negociación comercial típico ejemplo: precio de reserva de un vendedor es la menor cantidad (mínimo) o la línea de fondo que el vendedor está dispuesto a aceptar. Precio de reserva de un comprador es la mayor cantidad (el máximo) o la línea superior que el comprador está dispuesto a pagar. Precio de la reserva se refiere a menudo como el "pie" punto.
En las finanzas, el precio de reserva, también llamado el precio de indiferencia, es el valor al que un inversor estaría dispuesto a comprar (o vender) una seguridad financiera dada su especial función de utilidad.